# کیرا هاجی
کیرا هاجی (انگلیسی: Kira Hagi؛ زادهٔ ۳۱ مارس ۱۹۹۶) بازیگر اهل رومانی است. وی از سال ۲۰۱۴ میلادی تاکنون مشغول فعالیت بوده‌است.

## زندگی شخصی
پدر وی، گئورگی هاجی، بازیکن فوتبال سرشناس تیم ملی رومانی و برادرش یانیس هاجی است. یانیس هاجی نیز بازیکن فوتبال است.